# Bellanca 28-70

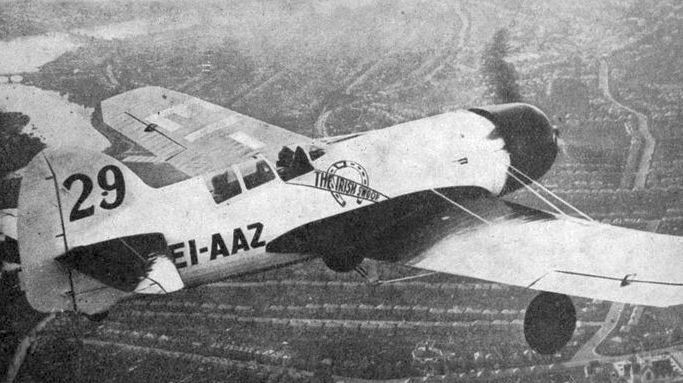
Bellanca 28-70, photo L'Aerophile (november 1934)

De  Bellanca 28-70 , genaamd Irish Swoop, was een Amerikaans eenmotorig laagdekker one-off racevliegtuig met twee zitplaatsen in tandem (achter elkaar), voortgedreven door een 700 pk Pratt & Whitney stermotor. Het toestel werd ontwikkeld en geproduceerd door vliegtuigfabriek Bellanca Aircraft Company, de ontwerper was Albert Mooney. De eerste vlucht vond plaats op 1 september 1934.

## Ontwerp en historie
De Bellanca 28-70 was speciaal ontworpen voor de Ierse luchtvaartpionier James Fitzmaurice om deel te nemen aan de London – Melbourne race (in oktober 1934). Het model 28-70 was een geheel ander ontwerp dan de vorige toestellen van Bellanca. Het ontwerp had een tandem cockpit voor twee personen en een intrekbaar landingsgestel. Het vliegtuig was geheel gemaakt van hout met een doekbespanning. De vleugels werden ondersteund door spandraden. Het toestel werd voortgedreven door een Pratt & Whitney R-1535 14-cilinder luchtgekoelde stermotor van 700 pk. De lange-afstandsracer was ontworpen om 1520 liter brandstof mee te nemen, maar de inhoud van de tanks was in werkelijkheid 2275 liter. Zodat langere etappes konden worden gevlogen.
De eerste testvlucht vond plaats op 1 september 1934 in Amerika. Daarna werd het toestel verscheept naar Bremerhaven (Duitsland), vanwaar het met de nodige technische problemen richting Engeland vloog, waar het maar net op tijd voor de start van de race aankwam. Vervolgens ontstond een controverse met de Londen-Melbourne race-organisatie over de certificering van het toestel, welke in werkelijkheid meer brandstof aan boord had dan waarvoor die ontworpen was. Hierna trok Fitzmaurice zijn Iris Swoop slechts enkele uren voor de start terug uit de race.  
Ook na dit incident was de sportieve loopbaan van de Bellanca 28-70 weinig fortuinlijk. Het toestel raakte bij een certificeringsvlucht in Amerika zwaar beschadigd tijdens de landing. In 1936 werd het vliegtuig uitgerust met een Pratt & Whitney Twin Wasp stermotor van 900 pk en kreeg de nieuwe type-aanduiding 28-90. De naam werd gewijzigd in Dorothy en de Schotse vliegenier James Mollison zette er een nieuw trans-atlantisch record van 13 uur en 17 minuten mee neer. Het toestel kwam in 1937 uiteindelijk in handen van de Spaanse Republikeinse regering.

## Bommenwerper
Bellanca gebruikte het ontwerp van de 28-70 voor de ontwikkeling van de Bellanca 28-90 Flash bommenwerpers die bedoeld waren om deel te nemen aan de Spaanse Burgeroorlog. Uiteindelijk zouden de toestellen Spanje nooit bereiken, maar sommigen eindigden in China, en later een aantal in Mexico. Er zijn in totaal 43 Flash bommenwerpers gebouwd.  